# Lista de menires existentes em Portugal
Esta é uma lista de menires em Portugal, lista não exaustiva dos 
menires, ou cromeleques, ou ainda conjuntos megalíticos onde existam menires, existentes em Portugal, mas tão só dos que como tal se encontram registados na Wikidata.
A quase totalidade dos menires listados encontra-se oficialmente classificada, encontrando-se a respectiva classificação na penúltima coluna.
No âmbito da Direção-Geral do Património Cultural do estado português, e para além da base de dados que transitou do IGESPAR, existe a base de dados SIPA onde estão registados os imóveis que em Portugal foram  objecto de classificação. Na última coluna desta lista está inserida a hiperligação para a ficha SIPA do respectivo menir.
Na primeira coluna, a designação em itálico significa que não existe artigo na Wikipédia sobre esse menir, existindo apenas a ficha (elemento/item/objecto) Wikidata.
A lista está ordenada pela localização (freguesia) de cada menir/cromeleque/conjunto megalítico.
| Designação | Imagem | Localização                                                                           | Coordenadas Geográficas     | designação do património                             | SIPA  |
| --- | ------ | ------------------------------------------------------------------------------------- | --------------------------- | ---------------------------------------------------- | ----- |
| Cromeleque do Monte das Figueiras                                                                                   |        |                                                                                       | 38° 54′ 04″ N, 7° 59′ 46″ O |                                                      |       |
| Menires de Lavajo                                                                                                   |        | Alcoutim e Pereiro                                                                    | 37° 30′ 05″ N, 7° 32′ 06″ O | sem protecção legal                                  | 32266 |
| Menires da Casa do Francês                                                                                          |        | Algarve                                                                               | 37° 04′ 12″ N, 8° 55′ 05″ O |                                                      |       |
| Menir de Aldeia dos Fernandes                                                                                       |        | Almodôvar                                                                             | 37° 34′ 17″ N, 8° 10′ 10″ O | sem protecção legal                                  |       |
| Menir da Pedra d' Anta                                                                                              |        | Alvadia                                                                               | 41° 26′ 42″ N, 7° 47′ 23″ O | Em vias de classificação                             | 26484 |
| Menir de São Paio de Antas                                                                                          |        | Antas                                                                                 | 41° 36′ 03″ N, 8° 46′ 01″ O | Imóvel de Interesse Público                          | 1920  |
| Menir de São Bartolomeu do Mar                                                                                      |        | Belinho e Mar                                                                         | 41° 34′ 25″ N, 8° 47′ 28″ O | Imóvel de Interesse Público                          | 1100  |
| Menir da Cabeça do Rochedo                                                                                          |        | Bensafrim e Barão de São João                                                         | 37° 08′ 22″ N, 8° 43′ 11″ O | sem protecção legal                                  | 1202  |
| Estela Menir da Caparrosa                                                                                           |        | Caparrosa e Silvares                                                                  | 40° 37′ 59″ N, 8° 05′ 08″ O | Em vias de classificação Imóvel de Interesse Público | 4988  |
| Menir da Rocha dos Namorados                                                                                        |        | Corval                                                                                | 38° 26′ 44″ N, 7° 28′ 32″ O | sem protecção legal                                  | 25663 |
| Menir de Santa Margarida                                                                                            |        | Corval                                                                                | 38° 27′ 02″ N, 7° 25′ 48″ O | Imóvel de Interesse Público                          | 1183  |
| Menir da Herdade da Ribeira                                                                                         |        | Corval                                                                                |                             | sem protecção legal                                  |       |
| Menir do Patalou |        | Espírito Santo, Nossa Senhora da Graça e São Simão                                    | 39° 28′ 58″ N, 7° 35′ 38″ O | Monumento de Interesse Público                       | 35572 |
| Recinto Megalítico de São Cristóvão                                                                                 |        | Felgueiras e Feirão                                                                   | 41° 02′ 36″ N, 7° 55′ 43″ O | Sítio de Interesse Público                           | 2446  |
| Menir do Vale de Nascerães                                                                                          |        | Fontelo                                                                               | 41° 06′ 34″ N, 7° 44′ 37″ O | Em vias de classificação                             | 36363 |
| Menir da Chã |        | Longa                                                                                 | 41° 04′ 37″ N, 7° 35′ 21″ O | Em estudo                                            | 21656 |
| Menir de Luzim |        | Luzim e Vila Cova                                                                     | 41° 08′ 42″ N, 8° 15′ 20″ O | Imóvel de Interesse Público                          | 5320  |
| Conjunto megalítico da Herdade do Xerez                                                                             |        | Monsaraz                                                                              | 38° 27′ 12″ N, 7° 22′ 16″ O | Imóvel de Interesse Público                          | 1182  |
| Menir da Abelhoa |        | Monsaraz                                                                              | 38° 27′ 44″ N, 7° 22′ 59″ O | Monumento Nacional                                   | 1225  |
| Menir do Outeiro |        | Monsaraz                                                                              | 38° 28′ 13″ N, 7° 23′ 37″ O | Monumento Nacional                                   | 3863  |
| Menir do Barrocal                                                                                                   |        | Monsaraz                                                                              | 38° 26′ 31″ N, 7° 24′ 50″ O |                                                      |       |
| Menir do Tojal |        | Montemor-o-Novo                                                                       | 38° 31′ 04″ N, 8° 14′ 24″ O |                                                      |       |
| Menir da Oliveirinha                                                                                                |        | Nossa Senhora da Graça do Divor                                                       | 38° 39′ 10″ N, 7° 58′ 57″ O |                                                      |       |
| Cromeleque da Portela de Modos                                                                                      |        | Nossa Senhora da Graça do Divor Nossa Senhora da Tourega e Nossa Senhora de Guadalupe | 38° 37′ 36″ N, 8° 01′ 29″ O | Imóvel de Interesse Público                          | 4457  |
| Menires da Herdade da Casbarra                                                                                      |        | Nossa Senhora da Graça do Divor                                                       | 38° 37′ 00″ N, 7° 58′ 16″ O | Imóvel de Interesse Público                          | 3836  |
| Menir dos Almendres                                                                                                 |        | Nossa Senhora da Tourega e Nossa Senhora de Guadalupe                                 | 38° 33′ 50″ N, 8° 02′ 54″ O | Imóvel de Interesse Público                          | 35887 |
| Cromeleque de Vale Maria do Meio                                                                                    |        | Nossa Senhora da Tourega e Nossa Senhora de Guadalupe                                 | 38° 37′ 21″ N, 8° 00′ 30″ O | Monumento Nacional                                   | 34014 |
| Menir na courela da Casa Nova                                                                                       |        | Nossa Senhora da Vila, Nossa Senhora do Bispo e Silveiras                             | 38° 38′ 56″ N, 8° 17′ 34″ O | Monumento Nacional                                   | 1188  |
| Menires da Pedra Longa                                                                                              |        | Nossa Senhora da Vila, Nossa Senhora do Bispo e Silveiras                             | 38° 41′ 56″ N, 8° 05′ 26″ O | Imóvel de Interesse Público                          | 2733  |
| Cromeleque dos Cuncos                                                                                               |        | Nossa Senhora da Vila, Nossa Senhora do Bispo e Silveiras                             | 38° 38′ 42″ N, 8° 17′ 28″ O | Imóvel de Interesse Público Em vias de classificação | 30253 |
| Menir de Odiáxere                                                                                                   |        | Odiáxere                                                                              | 37° 08′ 46″ N, 8° 39′ 44″ O |                                                      |       |
| Menir dos Santos Mártires                                                                                           |        | Paialvo                                                                               | 39° 32′ 32″ N, 8° 26′ 02″ O | sem protecção legal                                  |       |
| Cromeleque do Monte das Fontaínhas Velhas                                                                           |        | Pavia                                                                                 | 38° 55′ 53″ N, 8° 07′ 16″ O | Imóvel de Interesse Público                          | 2741  |
| Menir de Penedono                                                                                                   |        | Penedono e Granja                                                                     | 40° 58′ 21″ N, 7° 23′ 37″ O |                                                      |       |
| Pedra Moirinha |        | Portimão                                                                              | 37° 08′ 42″ N, 8° 33′ 12″ O | Imóvel de Interesse Público                          | 1292  |
| Núcleo de seis menires, na Herdade dos Perdigões                                                                    |        | Reguengos de Monsaraz                                                                 | 38° 26′ 25″ N, 7° 32′ 38″ O | Imóvel de Interesse Público                          | 2734  |
| Menir na Herdade das Vidigueiras                                                                                    |        | Reguengos de Monsaraz                                                                 | 38° 23′ 26″ N, 7° 31′ 19″ O | sem protecção legal                                  | 1187  |
| Complexo Arqueológico dos Perdigões                                                                                 |        | Reguengos de Monsaraz                                                                 | 38° 26′ 26″ N, 7° 32′ 52″ O | Monumento Nacional                                   | 2734  |
| Menir da Meada |        | Santa Maria da Devesa                                                                 | 39° 29′ 46″ N, 7° 26′ 44″ O | Monumento Nacional                                   | 1756  |
| Menir dos Gregórios ou Pedra dos Cucos                                                                              |        | Silves                                                                                | 37° 14′ 18″ N, 8° 21′ 10″ O | Imóvel de Interesse Público                          | 3977  |
| Menir da Vilarinha 3                                                                                                |        | São Bartolomeu de Messines                                                            | 37° 14′ 43″ N, 8° 20′ 40″ O | Monumento de Interesse Municipal                     | 35855 |
| Menir da Vilarinha 1                                                                                                |        | São Bartolomeu de Messines                                                            | 37° 14′ 55″ N, 8° 20′ 16″ O | Monumento de Interesse Municipal                     | 35853 |
| Menir da Vilarinha 2                                                                                                |        | São Bartolomeu de Messines                                                            | 37° 14′ 48″ N, 8° 20′ 30″ O | Monumento de Interesse Municipal                     | 35854 |
| Menir de Vale Fuzeiros / Horta de Baixo                                                                             |        | São Bartolomeu de Messines                                                            | 37° 14′ 47″ N, 8° 21′ 08″ O | Monumento de Interesse Municipal                     | 35856 |
| Menir dos Abrutiais                                                                                                 |        | São Bartolomeu de Messines                                                            | 37° 16′ 21″ N, 8° 18′ 03″ O | Monumento de Interesse Municipal                     | 35840 |
| Menir de Monte do Trigo                                                                                             |        | São Brás de Alportel                                                                  |                             |                                                      |       |
| Conjunto Megalítico de Barreira                                                                                     |        | São João das Lampas e Terrugem                                                        | 38° 53′ 17″ N, 9° 22′ 19″ O | Imóvel de Interesse Público                          | 3049  |
| Necrópole Megalítica do Bustelo                                                                                     |        | Vila Verde                                                                            | 41° 41′ 45″ N, 8° 27′ 33″ O |                                                      |       |
| Menir de Mac Abraão                                                                                                 |        | Vila de Frades                                                                        | 38° 13′ 06″ N, 7° 52′ 27″ O | Imóvel de Interesse Público                          | 992   |
| Cromeleque de Amantes 1                                                                                             |        | Vila do Bispo                                                                         | 37° 04′ 04″ N, 8° 55′ 05″ O |                                                      |       |
| Cromeleque de Amantes 2                                                                                             |        | Vila do Bispo                                                                         | 37° 04′ 04″ N, 8° 55′ 05″ O |                                                      |       |
| Menires do Cerro do Camacho                                                                                         |        | Vila do Bispo                                                                         | 37° 03′ 47″ N, 8° 54′ 55″ O | sem protecção legal                                  |       |
| Menires de Milrei                                                                                                   |        | Vila do Bispo                                                                         | 37° 04′ 12″ N, 8° 53′ 08″ O |                                                      |       |
| Menir de Aspradantes                                                                                                |        | Vila do Bispo e Raposeira                                                             | 37° 04′ 18″ N, 8° 51′ 52″ O | Imóvel de Interesse Público                          | 2810  |
| Conjunto de menires de Milrei e do Padrão                                                                           |        | Vila do Bispo e Raposeira                                                             | 37° 03′ 46″ N, 8° 53′ 18″ O | sem protecção legal                                  |       |
| Conjunto de menires de Vila do Bispo (Pedra Escorregadia; Casa do Francês; Amantes I; Amantes II; Cerro do Camacho) |        | Vila do Bispo e Raposeira                                                             | 37° 03′ 48″ N, 8° 55′ 04″ O | Em vias de classificação                             | 2812  |